# Hijas del Tomate
Hijas del Tomate är debutalbumet av den spanska musikgruppen Las Ketchup. Det gavs ut den 20 augusti 2002 och innehåller 11 låtar.

## Låtlista
| Nr  | Titel                      | Längd |
| --- | -------------------------- | ----- |
| 1.  | The Ketchup Song (Aserejé) | 3:33  |
| 2.  | Kusha Las Payas            | 2:46  |
| 3.  | Un De Vez en Cuando        | 3:33  |
| 4.  | Lánzame Los Trastos, Baby  | 3:24  |
| 5.  | Sevillanas Pink            | 3:29  |
| 6.  | The Ketchup Song (Aserejé) | 3:31  |
| 7.  | Krapuleo                   | 3:30  |
| 8.  | Me Persigue un Chulo       | 3:08  |
| 9.  | Tengo un Novio Tántriko    | 3:15  |
| 10. | The Ketchup Song (Aserejé) | 3:45  |
| 11. | The Ketchup Song (Aserejé) | 3:30  |

"The Ketchup Song (Aserejé)" versioner i spårordning: Spanglish version, Hippy mix, Karaoke version, Spanish version.

## Listplaceringar
| Lista               | Topplacering |
| ------------------- | ------------ |
| Belgien (Vallonien) | 35           |
| Danmark             | 27           |
| Finland             | 1            |
| Frankrike           | 18           |
| Italien             | 8            |
| Nederländerna       | 23           |
| Norge               | 13           |
| Portugal            | 16           |
| Schweiz             | 6            |
| Sverige             | 7            |
| Österrike           | 22           |